# دوبال‌میوه هاسلت
دوبال‌میوه هاسلت (نام علمی: Dipterocarpus hasseltii) نام یک گونه از سرده دوبال‌میوه‌ها است.